# Dendrocitta leucogastra
Dendrocitta leucogastra е вид птица от семейство Вранови (Corvidae).

## Разпространение
Видът е разпространен в Индия.